# Loki (tv-serie)
 For alternative betydninger, se Loki. (Se også artikler, som begynder med Loki)
Loki er en amerikansk tv-serie skabt af Michael Waldron til streamingtjenesten Disney + med Marvel Comics--karakteren Loke, som er baseret på halvguden Loke i nordisk mytologi. Den finder sted i Marvel Cinematic Universe (MCU) og deler kontinuitet med filmene fra franchisen og finder sted efter begivenhederne i filmen Avengers: Endgame (2019), hvor en alternativ version af Loke skabte en ny tidslinje. Loki er produceret af Marvel Studios, med Waldron som hovedforfatter og Kate Herron som instruktør i den første sæson.
Tom Hiddleston gentager sin rolle som Loke fra filmserien, hvor Gugu Mbatha-Raw, Wunmi Mosaku, Eugene Cordero, Tara Strong og Owen Wilson også medvirker i hovedrollerne. I september 2018 var Marvel Studios i færd med at udvikle en række begrænsede serier til Disney+, der var centreret om birollerne fra MCU-filmene. En serie med Hiddleston som Loke blev bekræftet i november 2018. Waldron blev ansat i februar 2019, og Herron sluttede sig til produktionen i august. Optagelserne begyndte i januar 2020 i Atlanta, Georgien, men blev stoppet i marts 2020 på grund af COVID-19-pandemien. Produktionen genoptog optagelserne i september og sluttede i december, 2020.
Loki havde premiere den 9. juni 2021 og vil bestå af seks episoder. Det er en del af fase fire i MCU. En anden sæson er under udvikling.

## Handling
Efter at have stjålet Tesseract under begivenhederne i Avengers: Endgame (2019) bringes en alternativ version af Loki til den mystiske Time Variance Authority (TVA), en bureaukratisk organisation, der eksisterer uden for tid og rum og overvåger tidslinjen. De giver Loki et valg: at blive fjernet fra eksistensen på grund af at være en "tidsvariant" eller hjælpe med at rette tidslinjen og stoppe en større trussel. Loki ender fanget i sin egen krimi-thriller, rejser gennem tiden og ændrer menneskets historie.

## Afsnit

### Sæson 1
| Nr. i serie | Titel                                           | Instruktør  | Forfatter                     | Oprindelig udgivelsesdato |
| ----------- | ----------------------------------------------- | ----------- | ----------------------------- | ------------------------- |
| 1           | "Glorious Purpose" "Strålende formål"           | Kate Herron | Michael Waldron               | 9. juni 2021              |
| 2           | "The Variant" "Varianten"                       | Kate Herron | Elissa Karasik                | 16. juni 2021             |
| 3           | "Lamentis"                                      | Kate Herron | Bisha K. Ali                  | 23. juni 2021             |
| 4           | "The Nexus Event" "Nexushændelsen"              | Kate Herron | Eric Martin                   | 30. juni 2021             |
| 5           | "Journey into Mystery" "Ind i det ukente"       | Kate Herron | Tom Kauffman                  | 7. juli 2021              |
| 6           | "For All Time. Always" "For altid. Og evig tid" | Kate Herron | Michael Waldron & Eric Martin | 14. juli 2021             |

## Medvirkende
- Tom Hiddleston som Loki : Thor 's adopterede bror og ondskabsguden, baseret på den nordiske mytologiske gud med samme navn. Dette er en alternativ, "tidsvariant"-version af Loki, der oprettede en ny tidslinje i Avengers: Endgame (2019) begyndende i 2012. På grund af dette har han ikke gennemgået begivenhederne i Thor: The Dark World (2013) eller Thor: Ragnarok (2017), som reformerede den tidligere skurkagtige karakter før hans død i Avengers: Infinity War (2018). Hiddleston udtrykte interesse for at vende tilbage til rollen for at udforske Lokis kræfter, især hans formskifte, der spiller ind i seriens udforskning af identitet. Hovedforfatter, Michael Waldron sammenlignede Loki med Apple Inc. medstifter Steve Jobs, da begge blev adopteret og elsker at være i kontrol. Serien tillod Loki at bryde fra sin karaktercyklus for at have tillid til andre, forråde dem og derefter igen blive en skurk og så videre, så karakteren kunne bryde væk fra den idé og potentielt ændre sig og vokse som en person. :4  Loki afslører at karakteren identificerer sig som seksuelt flydende, et aspekt, der tidligere var blevet spekuleret i om Loki i MCU, givet hans formskifte-evne, og hvordan karakteren identificeres som kønsflydende i Marvel Comics. Waldron var klar over, at mange mennesker identificerer sig med Loki, fordi karakteren er kønsflydende og er "ivrig efter den repræsentation" og arbejdede hårdt på det aspekt af karakteren.
- Gugu Mbatha-Raw som Ravonna Renslayer: En tidligere Hunter fra Time Variance Authority (TVA), der steg i graderne for at blive en respekteret dommer; hun fører tilsyn med Loki-variantundersøgelsen. :8  Herron sammenlignede både Mbatha-Raw og Renslayer med kameleoner og sagde, at Renslayer altid "dance the line" med Mobius for at være både hans overordnede og hans ven. Herron tilføjede, at Mbatha-Raw bragte en varme til Renslayer, mens han også kanaliserede hendes smerte. :8  Loki udforsker oprindelsen af Renslayer, som går forud for karakterens optrædener i tegneserierne. Mbatha-Raw nød at kunne starte "noget frisk" med karakteren.
- Wunmi Mosaku som Hunter B-15: En højt placeret Hunter fra TVA fast besluttet på at finde og slette den variant, der er ansvarlig for at nedtage Minutemen-tropperne. :9  Mosaku kaldte B-15 en "badass", der er en loyal hengiven af TVA med en stærk tilhørighed for timekeepere, som hun mener er guder. :9
- Eugene Cordero som Casey: En TVA-receptionist.
- Tara Strong lægger stemme Miss Minutes: TVA's tegneserie-maskot.
- Owen Wilson som Mobius M. Mobius : En agent for TVA, der har specialiseret sig i efterforskning af særligt farlige tidskriminelle. :7  Instruktør Kate Herron sammenlignede Mobius med en hårdkogt detektiv hvor Wilson sammenlignede ham med karakteren Jack Cates i 48 timer. (1982). :7  Marvel Studios- præsident Kevin Feige bemærkede, at karakteren ligner Wilson, idet han er "upårvirket af MCU"; Hiddleston hjalp Wilson med at forberede sig til rollen ved at forklare og vise ham øjeblikke fra MCU-filmene, som Wilson følte var nyttige til, da Mobius interviewede Loki i serien. Wilson og Herron nærstuderede Good Will Hunting (1997) som en måde at skabe Mobius 'mentorkvaliteter for Loki, mens de stadig skubbede ham og havde nogle terapeutelementer i det.

## Produktion

### Casting
Da serien blev offentliggjort i november 2018 forventedes Hiddleston at gengive sin rolle som Loki, hvilket blev bekræftet i februar 2019 af Walt Disney Studios formand Alan F. Horn . I november 2019 blev Sophia Di Martino castet i en "meget anfægtet" uspecificeret rolle, hvilket var rapporteret som at være en kvindelig inkarnation af Loki. I januar 2020 sluttede Owen Wilson sig til rollen som en "fremtrædende karakter", senere afsløret til at være Mobius M. Mobius og Gugu Mbatha-Raw blev den følgende måned castet som den kvindelige hovedrolle Ravonna Renslayer, hvilket også var annonceret som en "fremtrædende karakter". I marts blev Richard E. Grant castet i en ukendt rolle i en enkelt episode af serien og i december blev Wunmi Mosakus casting afsløret hvor Mosaku, skulle spille Hunter B-15. I april 2021 blev det afsløret at Eugene Cordero skulle spille Casey i serien, mens Tara Strong blev afsløret som Miss Minutes ved seriens premiere.

## Udgivelse
Loki fik premiere på Disney + den 9. juni 2021 og udkommer hver uge på onsdage og vil bestå af seks episoder. Serien var oprindeligt planlagt til udgivelse i maj 2021, inden den blev flyttet til 11. juni 2021 og derefter til to dage før det. Det er en del af fase fire i MCU.

## Modtagelse

### Kritikere
Hjemmesiden Rotten Tomatoes rapporterer en 95% godkendelses-rating med en gennemsnitlig rating på 7,85/10, baseret på 81 anmeldelser. Den kritiske konsensus lyder: "En dejlig afledning fra MCU, som vi kender det, ser Loki med succes stjernen Tom Hiddleston springe fra den elskede skurk til den indbydende antihelt - med lidt hjælp fra en dejlig Owen Wilson - i en serie, der er så off-kilter, charmerende og svagt farlig som halvguden selv. " Metacritic, der bruger et vægtet gennemsnit, tildelte en score på 73 ud af 100 baseret på 21 kritikere, hvilket indikerer "generelt gunstige anmeldelser".
I seriens første to episoder var anmelderne hurtige til at fremhæve det godmodige drilleri og forholdet mellem Hiddlestons Loki og Wilsons Mobius. De forskellige designelementer i Loki, især produktionsdesignet af Kasra Farahani og kinematografien af Autumn Durald Arkapaw, blev også rost.
TVLine's Matt Webb Mitovitch gav de første to episoder et "B +". Han følte, at Hiddleston "ubesværet glider tilbage" i denne version af Loki og forklarede, at spørgeriet mellem Hiddleston og Wilson var "en betydelig opgradering fra, hvad Falcon og Winter Soldier mente, at det gjorde". Mitovitch konkluderede, at når først forudsætningen er etableret, bliver Loki "very fun", med hver episode "bygget til en pirrende, todelt afsløring ... der åbner alle mulige muligheder" for resten af serien. Daniel Fienberg fra The Hollywood Reporter sagde i sin anmeldelse, "Efter to episoder er Loki på et vendepunkt. Efter at have sat alt op i en udmattende grad, kunne tingene opstilles for at blive rigtig underholdende - hvis ikke skørt på en Rick og Morty måde, måske sjov på nogle af tidslinjens måder [af] The CW's Legends of Tomorrow . . . Eller måske er Loki bare meget af Hiddleston og Wilson snaks, som muligvis stadig er engagerende i seks episoder. " Nick Allen, der anmelder for RogerEbert.com, kaldte Loki for "en spændende og ægte inspireret tilføjelse til Marvel-historiefortælling, en der spinder ud og forvandler sin komplicerede skurk til et originalt område ved hjælp af tidsrejser" og tilføjede serien var "bundet til at være en sci-fi perle ".